# ブリンクス (映画)
『ブリンクス』（原題：The Brink's Job）は、1978年制作のアメリカ合衆国の映画。
1950年にボストンで実際に起こった、アメリカ一警備が厳重といわれたブリンクス金融警備会社からの現金強奪事件を、コメディ・タッチで描いた作品。ウィリアム・フリードキン監督。

## あらすじ
1938年のボストンでのこと。トニー・ピノは頭の弱い義弟のヴィニー、仲間のサンディ、ガスと共に、工場などからの現金強奪の相談をいつもしている。そしてある夜、彼らはソーセージ工場に侵入するが、非常ベルで駆け付けた警察に全員逮捕される。
第二次世界大戦が終わる直前に出所したトニーは久々に家に帰って来るが、妻のメアリーから経営する食堂が倒産寸前で金が必要であることを聞かされ、再び現金強奪を計画する。
ある日、トニーはトラックが次々に現金袋を運び込んでいる集金所を見つけるが、それはアメリカ一警備が厳重と言われているブリンクス金融警備会社のものだった。その後、トニーは、ブリンクス社の警備手順が信じられないほどいい加減という事実をたまたま知ることになる。彼と仲間は、駐車中のブリンクスの装甲車から10万ドル以上の現金を簡単に盗み出す。状況を更に詳しく知るために、トニーはスパークプラグのセールスマンに変装し、ボストンの北部にあるブリンクスの大規模で「難攻不落の要塞」と呼ばれている本社の内部を見る機会を得る。同社は、東海岸全域の民間「銀行」として、決して破られないセキュリティを備えていると考えられていた。
中に入ると、トニーはブリンクスが要塞とは程遠く、従業員がお金を「ゴミのように」扱っていることに気づく。それでもブリンクスは世間のイメージどおりである可能性も残っているのではないかと警戒しつつ、トニーは、下見をした後の或る夜、建物に侵入する。建物は2か所の扉しか施錠されておらず、1つはゲートを飛び越えることにより簡単に通り抜けられることが分かる。また、建物内で施錠されているのは金庫室だけということも判明する。
トニーはまた、ブリンクスが表向きに言っていることに反して、金庫室には10セントの警報装置しか無く、しかもそれは作動させることが殆ど不可能であることを知る。ブリンクスは自社の評判に依存する余り、扉に施錠することさえしていなかったようだ。ピノは、隣のビルの屋上を監視台にして強盗を計画し始める。
トニーとヴィニーは玉石混交の盗賊団を結成する。その中には、気取ったジャズ・マフィーや硫黄島に従軍した退役軍人スペッキー・オキーフも含まれているが、スペッキーは精神的にかなり不安定なことがその後判明する。トニーは仲間の反対を押し切って、傲慢な盗品買受屋兼酒屋のオーナー、ジョー・マクギニスも仕事に加わるよう誘う。
1950年1月17日の夕方、強盗団は120万ドル以上の現金と150万ドル相当の有価証券や小切手を盗み出す。金銭の安全な保管で評判を得てきた会社であるブリンクスは、マスメディアが「世紀の犯罪」と呼ぶ事件で全国的に恥をかかされる。FBI長官のJ. エドガー・フーバーも犯人探しに個人的な関心を持ち、この事件に対処するためにボストンに臨時のFBI事務所を開設する。
捜査官たちは一斉に容疑者を逮捕し始める。彼らは、この地域で犯罪が起きるとよくそうするように、トニーとメアリー・ピノの家にやって来る。メアリーはもう彼らのことをよく知っていて、警官たちに夕食を出す。トニーは尋問のため連行され、告発されたことに憤慨して見せる。
しかし、強盗団は仲間割れを始める。マクギニスは、盗んだ紙幣は追跡可能だとして5万ドルもの金を破棄したと言い、他の仲間を激怒させる。彼はまた、ピノと他のメンバーから分け前を渡すよう脅されても、残額を手放そうとしない。
スペッキーはもう1人の仲間であるスタンリー・ガス・グシオラと一緒に、ピッツバーグにいる彼の「シュガードーナツ」に会いに行く。彼らは、道中、ペンシルベニア州ブラッドフォードで強盗容疑によりペンシルベニア州警察に逮捕され、それぞれ長期の懲役刑を言い渡される。ガスはピッツバーグ西部刑務所に収監される。スペッキーは刑務所内でますます動揺し、自分の分け前の金を病気の妹に送るよう要求する。尋問で、スペッキーとガスは、ブリンクスでの強盗について知っていることがあれば何でも話すよう、日ごとに圧力をかけられ、スペッキーはとうとう自白してしまう。
残りの仲間たちは、主にボストン警察によって1人ずつ逮捕されていく。トニーはボストンの刑務所へ収監されることとなり、ヴィニーも同様だ。しかし、2人は思いがけず、史上最大級の犯罪を成し遂げたことで、街の人々から英雄として称えられる。1人のティーンエイジャーが、明らかに満足そうなピノにこう言う。「あなたは史上最高の泥棒です! トニー、あなたがしたことは他の誰にも出来ません!」

## キャスト
| 役名                         | 俳優                   | 日本語吹替                                                                   | 日本語吹替 | 日本語吹替 |
| 役名                         | 俳優                   | フジテレビ版                                                                 | テレビ朝日版 |            |
| ---------------------------- | ---------------------- | ---------------------------------------------------------------------------- | --- | ---------- |
| トニー・ピノ                 | ピーター・フォーク     | 小池朝雄                                                                     | 名古屋章 |            |
| ジョー                       | ピーター・ボイル       | 細井重之                                                                     | 中庸助 |            |
| スペッキー・オキーフ         | ウォーレン・オーツ     | 内海賢二                                                                     | 坂口芳貞 |            |
| メアリー・ピノ               | ジーナ・ローランズ     | 公卿敬子                                                                     | 此島愛子 |            |
| ヴィニー・コスタ             | アレン・ゴーウィッツ   | 谷啓                                                                         | 神山卓三 |            |
| サンディ                     | ジェラード・マーフィー | 青野武                                                                       | 仲木隆司 |            |
| ガス                         | ケヴィン・オコナー     | 千田光男                                                                     | 徳丸完 |            |
| ジャズ・マフィー             | ポール・ソルヴィノ     | 仁内建之                                                                     | 細井重之 |            |
| ジョン・エドガー・フーヴァー | シェルドン・レナード   |                                                                              | 藤本譲 |            |
| 不明 その他                  |                        | 榊原良子 村松康雄 峰恵研 増岡弘 相生千恵子 田口昴 屋良有作 長堀芳夫 広瀬正志 | 安田隆 大方斐紗子 村松康雄 小宮和枝 千田光男 大久保正信 難波圭一 幹本雄之 島香裕 緒方賢一 伊井篤史 今井洋子 卓巣紀子 石田美鈴 星野充昭 |            |
|                              |                        |                                                                              | |            |
| 演出                         | 演出                   | 蕨南勝之                                                                     | 高桑慎一郎 |            |
| 翻訳                         | 翻訳                   | 額田やえ子                                                                   | 山田小枝子 |            |
| 効果                         | 効果                   | 南部光庸/大橋勝次                                                            | 河合直 |            |
| 調整                         | 調整                   | 兼子芳博                                                                     | 山田太平 |            |
| 制作                         | 制作                   | ザック・プロモーション                                                       | ザック・プロモーション |            |
| 解説                         | 解説                   | 高島忠夫                                                                     | 淀川長治 |            |
| 初回放送                     | 初回放送               | 1982年1月30日 『ゴールデン洋画劇場』                                         | 1985年12月29日 『日曜洋画劇場』 |            |